# Krasowa (powiat kędzierzyńsko-kozielski)
Krasowa (niem. Strassenau) – osada w Polsce położona w województwie opolskim, w powiecie kędzierzyńsko-kozielskim, w gminie Pawłowiczki.
W latach 1975–1998 miejscowość administracyjnie należała do ówczesnego województwa opolskiego.